# Alcmaeon (koning)
Alcmaeon was de laatste koning voor het leven van Athene. In 753 v.Chr. werd hij opgevolgd door Charops, de eerste archont van Athene. Deze nieuwe archonten werden niet meer voor het leven benoemd, maar kenden nog slechts een ambtstermijn van 10 jaar.